# Labyrinth-Test nach Porteus
Der Labyrinth-Test nach Porteus (LT-P) (engl. Porteus Maze Test) ist ein nonverbaler Intelligenztest des australischen Psychologen Stanley Porteus. Der Labyrinth-Test besteht aus einer Reihe von Labyrinthen unterschiedlicher Schwierigkeitsgrade. Die Versuchsperson soll einen Weg ohne Zeitbeschränkung finden und einzeichnen. Sie muss dabei Sackgassen vermeiden,  darf jedoch keinen Weg rückgängig machen. Der Test eignet sich für Erwachsene und Kinder ab 3 Jahren.
Porteus entwickelte den Labyrinth-Test ursprünglich während seiner Tätigkeit als Lehrer einer Sonderschule in Melbourne und modifizierte ihn nach seiner Migration in die Vereinigten Staaten.
Die Ergebnisse des Tests bestehen aus einer Qualitätswertung und einem Testalter. Der Test hat eine durchschnittliche Wertungskorrelation mit verbalen Intelligenztests von etwa 0,5 und eine höhere Korrelation mit anderen nonverbalen Intelligenztests wie Kohs Blocks und Knox Cubes.